# Pâlis
Pâlis és un municipi francès situat al departament de l'Aube i a la regió del Gran Est. L'any 2007 tenia 606 habitants.

## Demografia

### Població
El 2007 la població de fet de Pâlis era de 606 persones. Hi havia 249 famílies de les quals 68 eren unipersonals (28 homes vivint sols i 40 dones vivint soles), 101 parelles sense fills, 68 parelles amb fills i 12 famílies monoparentals amb fills.
La població ha evolucionat segons el següent gràfic:
Habitants censats

### Habitatges
El 2007 hi havia 395 habitatges, 260 eren l'habitatge principal de la família, 109 eren segones residències i 26 estaven desocupats. 392 eren cases i 3 eren apartaments. Dels 260 habitatges principals, 211 estaven ocupats pels seus propietaris, 40 estaven llogats i ocupats pels llogaters i 8 estaven cedits a títol gratuït; 1 tenia una cambra, 9 en tenien dues, 56 en tenien tres, 76 en tenien quatre i 117 en tenien cinc o més. 218 habitatges disposaven pel capbaix d'una plaça de pàrquing. A 107 habitatges hi havia un automòbil i a 123 n'hi havia dos o més.

### Piràmide de població
La piràmide de població per edats i sexe el 2009 era:
| Homes | Edats   | Dones |
| ----- | ------- | ----- |
| 0     | 95 o +  | 4     |
| 0     | 90 a 94 | 4     |
| 8     | 85 a 89 | 0     |
| 8     | 80 a 84 | 12    |
| 12    | 75 a 79 | 20    |
| 12    | 70 a 74 | 20    |
| 24    | 65 a 69 | 16    |
| 16    | 60 a 64 | 28    |
| 12    | 55 a 59 | 12    |
| 8     | 50 a 54 | 8     |
| 16    | 45 a 49 | 16    |
| 16    | 40 a 44 | 16    |
| 4     | 35 a 39 | 12    |
| 32    | 30 a 34 | 16    |
| 20    | 25 a 29 | 32    |
| 20    | 20 a 24 | 20    |
| 8     | 15 a 19 | 20    |
| 8     | 10 a 14 | 16    |
| 20    | 5 a 9   | 4     |
| 16    | 0 a 4   | 24    |

## Economia
El 2007 la població en edat de treballar era de 362 persones, 270 eren actives i 92 eren inactives. De les 270 persones actives 241 estaven ocupades (130 homes i 111 dones) i 29 estaven aturades (14 homes i 15 dones). De les 92 persones inactives 40 estaven jubilades, 20 estaven estudiant i 32 estaven classificades com a «altres inactius».

### Ingressos
El 2009 a Pâlis hi havia 269 unitats fiscals que integraven 606,5 persones, la mediana anual d'ingressos fiscals per persona era de 19.281 €.

### Activitats econòmiques
Dels 14 establiments que hi havia el 2007, 2 eren d'empreses alimentàries, 4 d'empreses de construcció, 2 d'empreses de comerç i reparació d'automòbils, 1 d'una empresa d'hostatgeria i restauració, 2 d'empreses de serveis, 1 d'una entitat de l'administració pública i 2 d'empreses classificades com a «altres activitats de serveis».
Dels 4 establiments de servei als particulars que hi havia el 2009, 1 era un guixaire pintor, 1 fusteria, 1 lampisteria i 1 restaurant.
L'únic establiment comercial que hi havia el 2009 era una fleca.
L'any 2000 a Pâlis hi havia 11 explotacions agrícoles.

## Equipaments sanitaris i escolars
El 2009 hi havia una escola elemental integrada dins d'un grup escolar amb les comunes properes formant una escola dispersa.

## Poblacions més properes
El següent diagrama mostra les poblacions més properes.